# Иллюзия прозрачности
Иллю́зия прозра́чности — одно из когнитивных искажений, выражающееся в тенденции людей переоценивать способность других понимать их и свою способность понимать других.

## Общие сведения
Люди часто хотят скрыть свои внутренние переживания, например, нервозность перед выступлением или отвращение к предложенной еде. Однако люди недооценивают свою способность скрывать переживания, в силу того, что не могут полностью абстрагироваться от своих знаний о себе, поэтому человеку кажется, что другим видны его переживания лучше, чем есть на самом деле.

## История исследования
Феномен был хорошо изучен исследователями в ряде экспериментов. В эксперименте, проведённом в 1998 году, испытуемым было предложено солгать и потом оценить, насколько хорошо они это сделали. Испытуемые переоценивали способность наблюдателей распознать их ложь, им также казалось, что они выдали важную информацию, по которой можно было понять, что это ложь.
В другом исследовании группе испытуемых давали попробовать пять напитков, один из которых был горьким; при этом они должны были скрывать отвращение от людей, которые наблюдали за дегустацией. После чего испытуемых просили оценить, сколько человек из десяти наблюдателей смогут распознать, какой из напитков был горьким. В этом случае испытуемым также казалось, что наблюдатели лучше определяли, скрывают они отвращение или нет. Подобные эксперименты также проводились в ряде других ситуаций: во время переговоров и полицейских допросов. Во всех случаях испытуемые переоценивали способность наблюдателя определять их внутренние переживания.
Иллюзия прозрачности проявляется также во время публичных выступлений. Человеку кажется, что когда он нервничает, то это заметно другим сильнее, чем есть на самом деле, что ведёт к тому, что человек нервничает ещё сильнее. В исследовании 2002 года 117 студентов университета Корнелли были разделены на 4 группы: первая группа была публикой, вторым прочитали небольшую лекцию об исследованиях психологами феномена иллюзии прозрачности, третьим прочитали небольшую псевдолекцию о том, что психологи рекомендуют не волноваться, четвёртым не читали лекций. В итоге вторая группа получила в среднем более высокие оценки публики за свои выступления, чем все остальные.